# 潘复兰
潘复兰（1929年9月—），女，浙江吴兴人，生于湖北武汉，中国工程师，曾任第五、六、七、八、九届全国政协委员。